# Károly Borbély
Károly Borbély (n. 26 iulie 1976, Hunedoara) este un om politic român de etnie maghiară. A fost ministru al comunicațiilor și tehnologiei informației în Guvernul Tăriceanu.

## Biografie
Károly Borbély s-a născut la data de 26 iulie 1976, în orașul Hunedoara. A urmat cursurile Liceului "Bethelen Gabor" din Aiud (1990-1994) și apoi pe cele ale Facultății de Management Turistic și Comercial Cluj-Napoca din cadrul Universității "Dimitrie Cantemir" din  București (1995-1999), obținând licența la Universitatea Babeș-Bolyai din Cluj-Napoca. Din octombrie 2005 este student la cursurile de masterat în Politici Publice și Integrare Europeană la Școala Națională de Studii Politice și Administrative din București.
După absolvirea facultății, a lucrat ca director de marketing regional (pentru județele Hunedoara și Alba) la SC Concord Media SA Arad (1999-2000), consilier la Biroul Parlamentar al Deputatului Iuliu Winkler din Hunedoara și referent la Uniunea Democrată Maghiară din România, Organizația Teritorială Hunedoara (2000-2002) și apoi reprezentant regional (pentru județele Hunedoara, Cluj și Alba) la IDTH, Societatea Ungară de Interes Public pentru Promovarea
Investițiilor și Comerțului (2002-2005). 
Membru al UDMR, Károly Borbély a fost președinte al Organizației Tineretului Democrat Maghiar din Hunedoara (1999-2001) și președinte al Consiliului Tinerilor Maghiari din județul Hunedoara (2001-2003). 
Începând din februarie 2005, a îndeplinit funcția de Secretar de Stat, Președinte al organizației Autoritatea Națională pentru Tineret. A candidat la alegerile europarlamentare din noiembrie 2007, dar fiind plasat abia pe poziția 24 pe lista UDMR, nu a fost ales în Parlamentul European. 
Odată cu plecarea la Bruxelles ca europarlamentar a ministrului Iuliu Winkler, Károly Borbély a fost numit în funcția de ministru al comunicațiilor și tehnologiei informației, prin Decretul nr. 1081 emis de președintele României, document publicat în Monitorul Oficial 852/12.12.2007. La data de 13 decembrie 2007, el a depus jurământul de credință în prezența președintelui României, preluând funcția de ministru în mod oficial. 
Károly Borbély vorbește limba maghiară (limbă maternă) și limbile română și engleză. El este necăsătorit.